# Gliederung des Heeres (Bundeswehr, Zielbild Heer)
Mit der Gliederung des Heeres in der Struktur Zielbild Heer sollen die deutschen Landstreitkräfte wieder mehr auf die Landes- und Bündnisverteidigung und weniger auf das internationale Krisen- und Konfliktmanagement ausgerichtet und dazu deren Strukturen angepasst werden. Dazu sind drei kampfstarke, kaltstartfähige Divisionen mit Divisionstruppen vorgesehen und acht nationale Brigaden.
Drei Brigaden werden den neuen Kräftekonstrukten Schwere Kräfte, drei den Mittleren Kräften und zwei den Leichten Kräften zugeordnet. Die niederländischen Landstreitkräfte werden mit einer leichten (luftbeweglichen), einer mittleren und einer schweren Brigade in die deutsche Heeresstruktur integriert.
Alle Heeresstandorte sollen erhalten bleiben und wenige hinzukommen. Unter Beibehaltung von 60.820 Heeres-Dienstposten soll die Kampftruppe verkleinert und die Kampfunterstützung, Einsatzunterstützung und Führungsunterstützung aufwachsen. 120 von 130 Strukturelementen des Feldheeres werden Anpassungen erfahren.
Am 4. April 2024 kündigte Bundesminister Boris Pistorius an, dem Heer zukünftig die bisher von den Landeskommandos geführten Heimatschutzkräfte zuzuordnen. Ursprünglich war geplant, dass das ABC-Abwehrkommando der Bundeswehr, das Multinational CIMIC Command und das Kommando Feldjäger der Bundeswehr, welchem auch das Wachbataillon beim Bundesministerium der Verteidigung unterstellt wird, ebenfalls von der Streitkräftebasis zum Heer wechseln sollten.
Im April 2024 entschied der Inspekteur des Heeres, Alfons Mais, dass die Heeresflugabwehrtruppe als Truppengattung neu aufgestellt und zur zukünftiges Heeresstruktur gehören wird. Zudem sehen die Fähigkeitsplanungen der Bundeswehr insgesamt 13 Artillerie-Verbände auf Ebene von Korps, Division und Brigade bis 2035 vor, darunter das wieder aufgestellte Panzerartilleriebataillon 375, das wieder aufzustellende Artilleriebataillon 215 und ein neues Panzerartilleriebataillon für die Panzerbrigade 45 (Litauenbrigade).